# Pentacrostigma nyctanthum
Pentacrostigma nyctanthum är en vindeväxtart som beskrevs av K. Afzel. Pentacrostigma nyctanthum ingår i släktet Pentacrostigma och familjen vindeväxter. Inga underarter finns listade i Catalogue of Life.